# ديين فولي
ديين فولي هي كاتبة سيناريو ومنتجة أفلام ومخرجة كندية، ولدت في عقد 1970 في سانت جونز في كندا.